# Vrsjenice
Vrsjenice (cyr. Врсјенице) – wieś w Serbii, w okręgu zlatiborskim, w gminie Sjenica. W 2011 roku liczyła 146 mieszkańców.